# Jaime Silva Gómez
Jaime Silva Gómez (Buenaventura, 10 de outubro de 1935 - 25 de abril de 2003) foi um futebolista que ao longo da sua carreira atuava como meia, posteriormente sagrou-se como treinador.

## Carreira
Jaime Silva Gómez fez parte do elenco da Seleção Colombiana de Futebol, na Copa do Mundo de  1962. 